# Mosè (miniserie televisiva 1974)
Mosè è uno sceneggiato televisivo del 1974, in 7 episodi, diretto da Gianfranco De Bosio.

## Produzione
Lo sceneggiato è una coproduzione italo-britannica, Rai e ITC. La sceneggiatura, scritta da Anthony Burgess sulla traccia del libro dell'Esodo, narra della vita dell'eroe e profeta biblico. Il faraone dell'Esodo non è Ramses II, come nella tradizione cinematografica, bensì il suo successore Mernefta.
Il cast comprende noti attori dell'epoca, da Burt Lancaster per il ruolo principale a Irene Papas, Mariangela Melato, Anthony Quayle e Laurent Terzieff nel ruolo del faraone. Il giovane Mosè è interpretato dal figlio di Lancaster, William. 
Gli esterni sono stati girati in Israele nel deserto del Negev, nella campagna laziale (Tarquinia, Maremma) e Sabaudia, per la scena dei palmeti sulle sponde del fiume Nilo.

## Inesattezze rispetto alla Bibbia
- Bhitia scende al fiume per fare il bagno, e non come nella miniserie per una benedizione contro la sterilità.

- Mosè e Mernefta avevano almeno la stessa età, invece nella miniserie Mosè è più grande

- Mosè nella miniserie viene chiamato da Mernefta suo cugino ma se andiamo a vedere Mernefta è figlio di Ramses così come la stessa Bhitia, quindi Mosè gli sarebbe nipote e non cugino

- Nella miniserie Sephora circoncise il figlio prima della partenza, invece nelle Sacre scritture questi fu circonciso dalla donna quando era in viaggio insieme al marito

- Nella miniserie Mosè parte da solo, invece nelle Sacre scritture egli partì assieme a Sephora

- Quando Mosè torna in Egitto e mostra i segni che il Signore aveva detto di mostrare, gli israeliti hanno dei dubbi, mentre nelle Sacre scritture essi gli credettero subito.

- Nella miniserie, quando Mosè e Aronne vanno dal Faraone, Aronne non alza il bastone contro il Nilo, ma parla solamente e il fiume si tramuta in sangue, mentre nelle sacre scritture è scritto: Aronne alzò il bastone e percosse le acque che erano nel Nilo sotto gli occhi del faraone e dei suoi servi. Tutte le acque che erano nel Nilo si mutarono in sangue.

- Nella miniserie gli anziani non volevano partire perché affermavano di essere troppo vecchi; nelle Sacre Scritture, invece, si riporta che tutti vollero partire

- Nella miniserie gli israeliti non credevano più nel loro Dio ma alle divinità egizie, dettaglio non presente nelle Sacre scritture.

- Nella miniserie Mosè non alza il bastone contro le acque del Mar Rosso, ma sta seduto a meditare

- Nella miniserie si preannuncia il peccato del vitello d'oro con una nuvola a forma di vitello, mentre nelle Sacre scritture tutto ciò non viene menzionato.

- Nella miniserie Miriam muore prima della partenza dal monte Sinai, cosa mai menzionata nella Bibbia.

## Colonna sonora
La colonna sonora del film è composta da Ennio Morricone ed è stata registrata da Bruno Nicolai, direttore di orchestra e coro. È stata pubblicata dalla casa discografica RCA in successive edizioni su vinile per le etichette Original Cast, Victor e Cinematre, dal 1974 fino al 1980. Nel 1992 e nel 2011 è stata ristampata in CD, nel primo caso sempre dalla RCA, nel secondo dalla Intermezzo Media.
Dall'album è stato tratto inoltre il singolo Tema di Mosè/Israel, mentre nel marzo del 1975 Maria Carta ha pubblicato una versione cantata del Tema di Mosè, con parole di Franco Migliacci, nel singolo Diglielo al tuo Dio/Nuovo maggio, uscito sempre su etichetta RCA Italiana.

### Tracce
LP 1974
1. Temi di Mosè (Titolo di testa) – 4:04
2. Esodo primo – 3:07
3. Battaglia e Mar Rosso – 6:31
4. Urla notturme – 2:48
5. Lamentazione prima – 5:55
6. Nella voce di Dio – 4:44
7. Israel – 5:01
8. Tema di Mosè (Viaggio) – 4:24
9. Suoni notturni – 3:57
10. Esodo secondo – 3:06
11. Le dieci piaghe (Ia parte "Gli insetti") – 3:30
12. Tema di Mosè (Titolo di coda) – 4:03
13. Lamentazione seconda – 2:58

Durata totale: 54:08

## Distribuzione
Lo sceneggiato è stato trasmesso da domenica 22 dicembre 1974 a domenica 2 febbraio 1975 in prima serata sul Programma Nazionale.
Lo sceneggiato è stato pubblicato in cofanetto da 3 DVD da Elleu Multimedia/Rai Trade.